# Nečujam

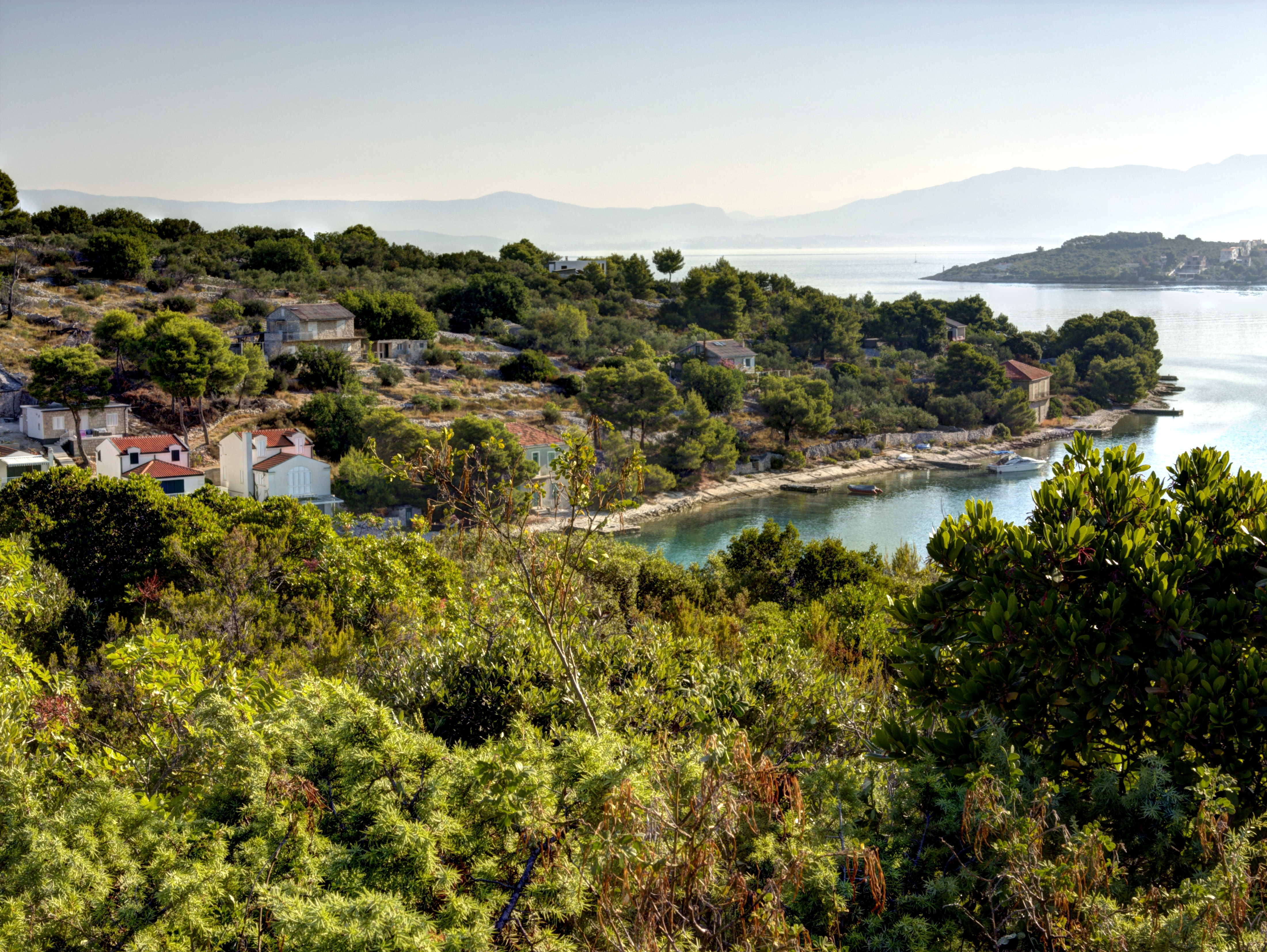
Podkamenica

Nečujam ist eine Bucht und Streusiedlung auf der Insel bzw. Gemeinde Šolta in der kroatischen Gespanschaft Split-Dalmatien in der Adria gegenüber von Split westlich von Brač. Nečujam gehört zu Grohote und ist der jüngste Ort der Insel, im Jahr 2006 mit 173 Einwohnern.

## Geografie

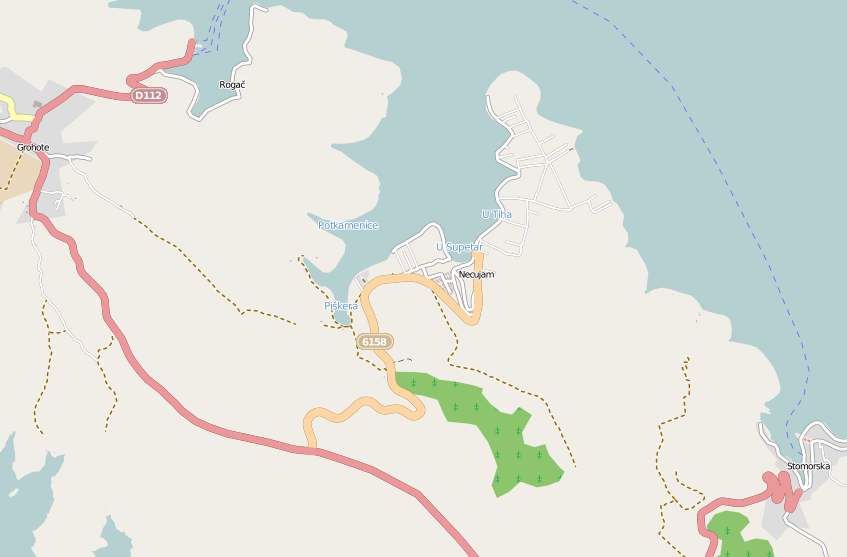
Nečujam bei [http://www.openstreetmap.org/?lat=43.3795&lon=16.325&zoom=14&layers=M OpenStreetMap

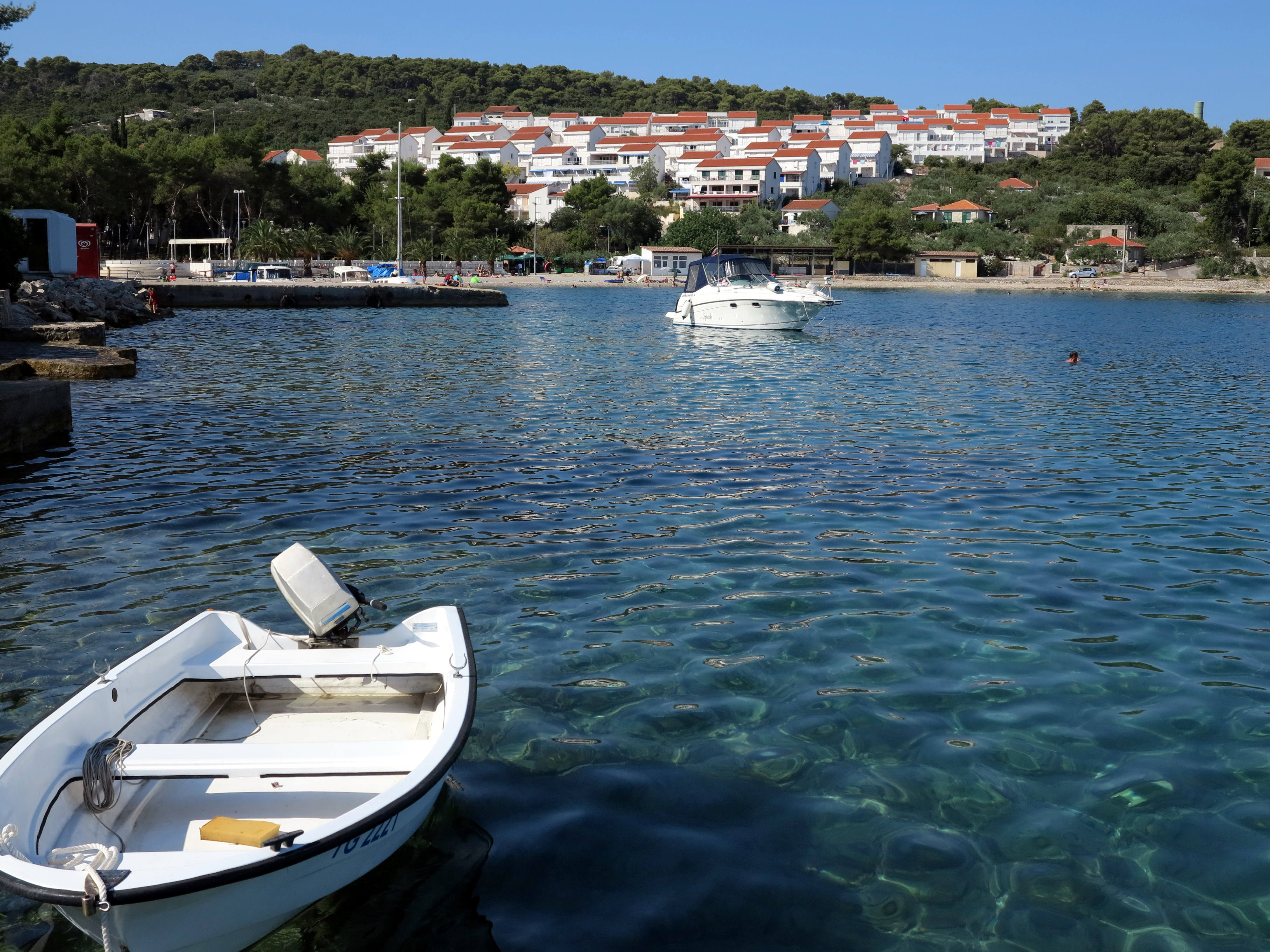
Apartmentsiedlung in Supetar

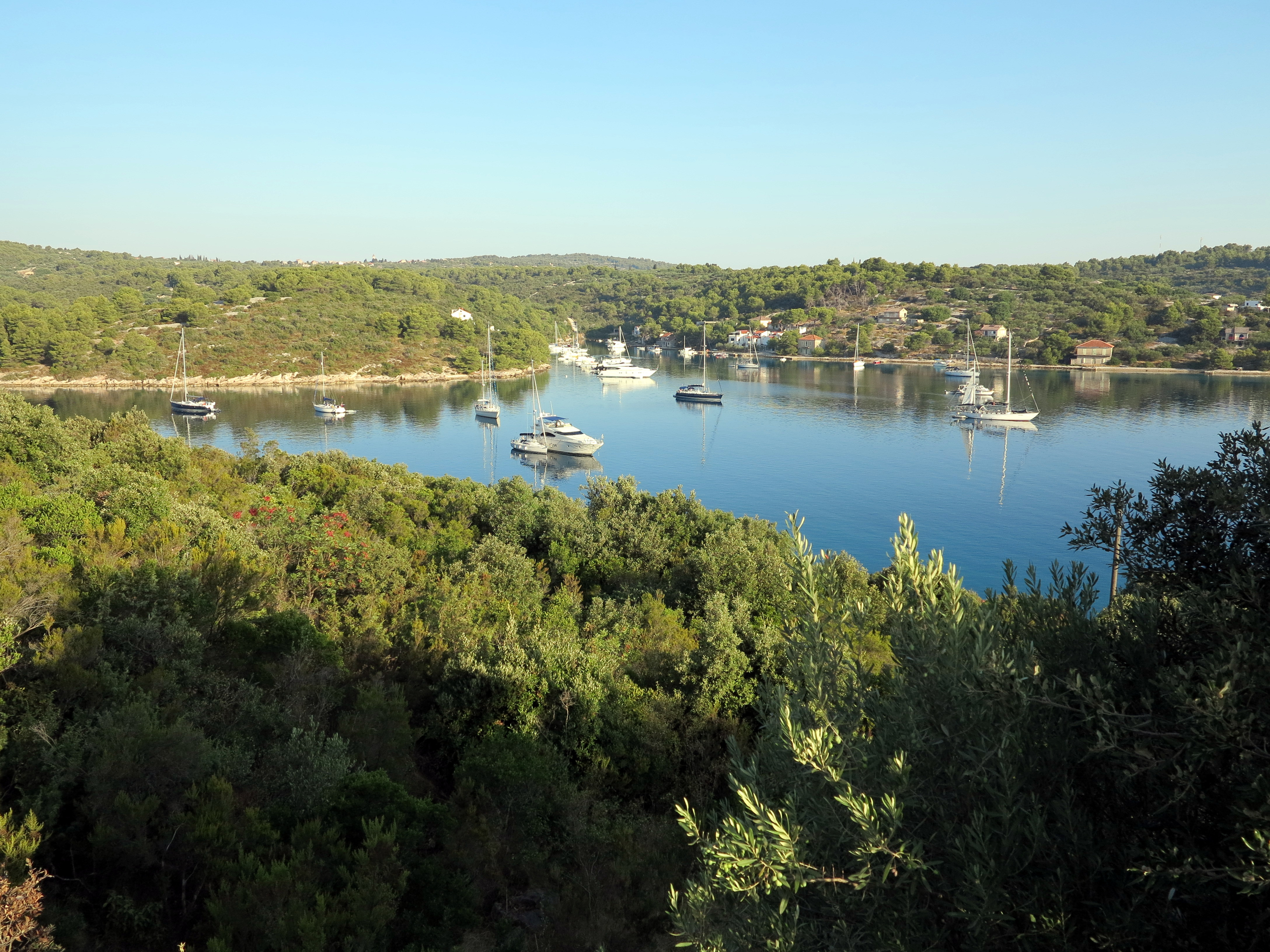
Auf der Landzunge sollte ein rotierendes Hotel entstehen

Der Ort ist mit dem Festland (Split) über Autofähren und Katamaranfähren via Rogač oder Stomorska verbunden. Er ist 7,2 km vom Hauptort der Insel, Grohote an der Staatsstraße D111, entfernt. Von Rogač aus verkehren Busse nach Nečujam. Zum Ort gehört das Gebiet um die nach Nordosten offene Bucht, die ca. 1,8 km lange ist. Sie unterteilt sich in die acht kleineren Nebenbuchten Bok Supetra, Šumpjivina, Podkamenica, Maslinica, Tiha, Bok od rata, Piškera und Supetar. In Supetar befindet sich das Ortszentrum mit Touristinformation, einen kleinen Supermarkt, einige Restaurants, Kirche, Post und ca. 30 Privatquartiere.

## Tourismus

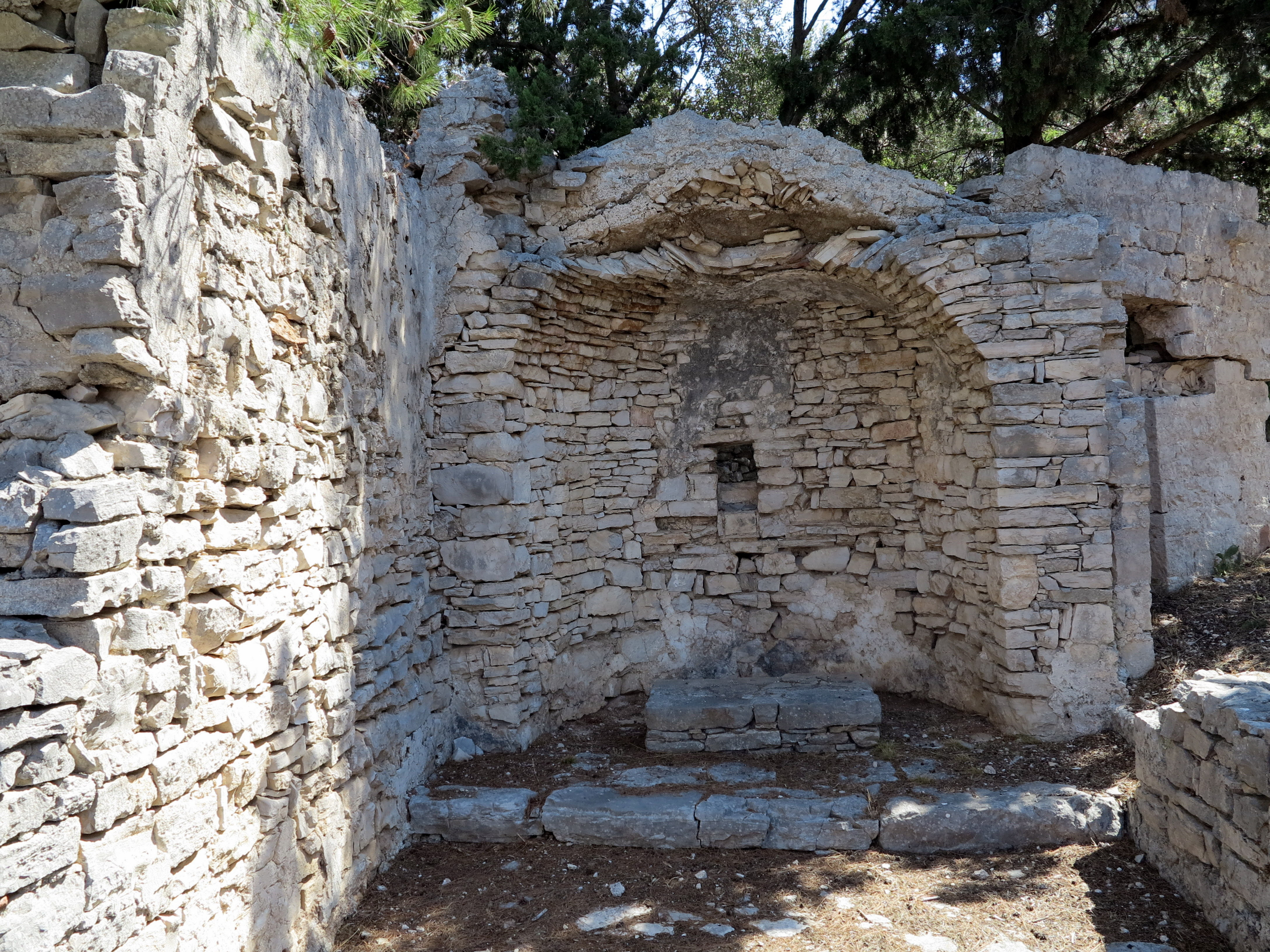
Ruinen der Peterskirche

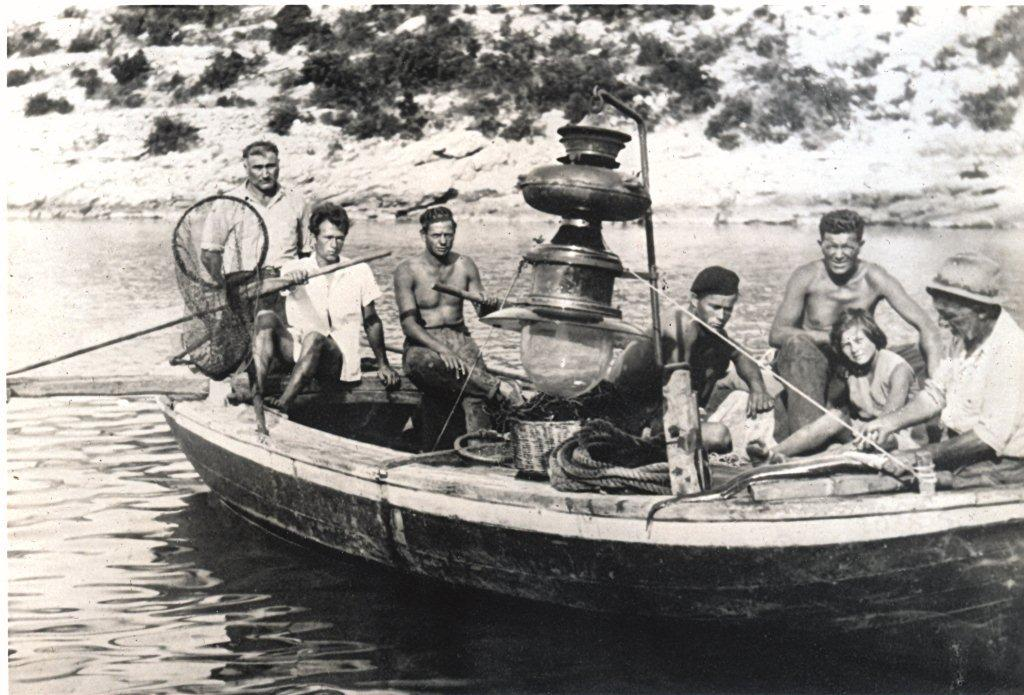
Sardellen-Fischer der Familie Cecić vlg. Bilini in der Podkamenica

Nečujam ist ein touristisches Zentrum der Insel Šolta. Fischfang oder Landwirtschaft spielen heute keine Rolle mehr. Die Streusiedlung besteht vor allem aus Ferienwohnsitzen, meist von Splitern oder Slowenen. Die bisher einzige Apartmentsiedlung der Insel, ein wirtschaftlich nicht erfolgreiches Projekte, ist nunmehr in slowenischem Besitz und befindet sich in der Bucht Supetar. 2009 sorgte ein futuristisches Großprojekt des Architekturbüros Richard Hywel Evans für Aufsehen. Auf der Landzunge zwischen der Podkamenica und Maslinica sollte eine ausgedehnte Marina mit einem Steg über die Piškera mit einem rotierenden Hotel entstehen, wo jedes Zimmer Meerblick haben sollte. Bisher fand sich kein Investor. Auf einem Teil des geplanten Geländes, vis á vis der Buchten Podkamenica und Maslinica, entsteht gegenwärtig ein Villenkomplex mit elf Häusern.
Kritisiert wird die „unbedachte Raumplanung und der Bau neuer touristischer Zonen“ Neue Projekte würden keine Rücksicht auf die typische Architektur der Insel nehmen oder aufgrund der demographischen Situation (fehlende Arbeitskräfte) kein Gewinn für die Insel sein.
Anrainer klagen, dass besonders an den Sommerwochenenden sehr viele Yachten in der Bucht ankern. Es gäbe Lärmbelästigung in der Nacht und Abwässer werden nicht in den Häfen, sondern hier verklappt. Die Küstenwache habe zu wenig Personal, um die vielen Yachten, die in Nečujam ankern, ausreichend zu kontrollieren.

## Geschichte

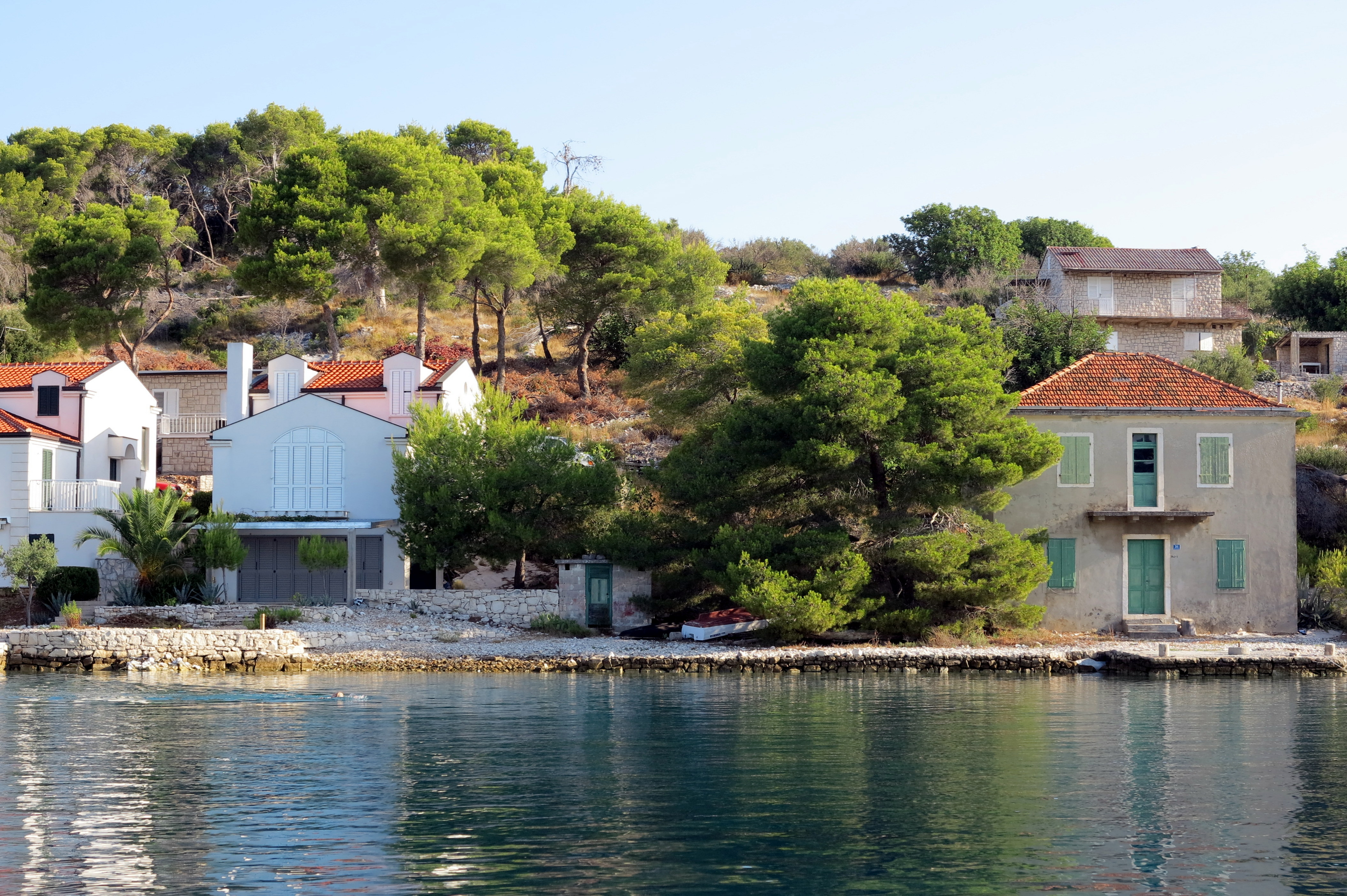
Rechts das Fischerhaus zur Sardellen-Produktion der Familie Cecić

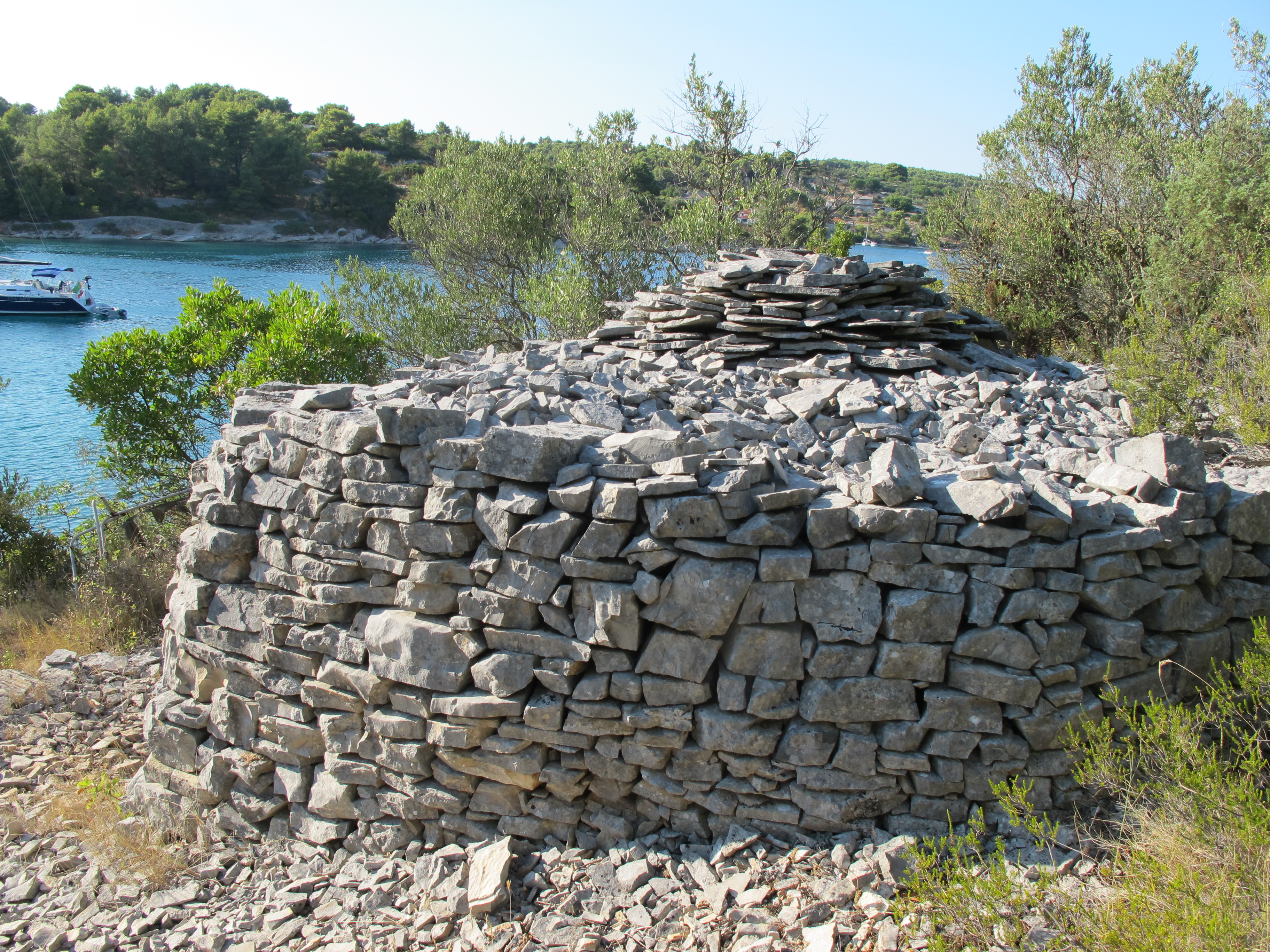
Bunja mit Meerblick in der Piškera

1353 wird Nečujam als vale de Naçue erstmals schriftlich erwähnt. Als Namensursprung führte der kroatische Dichter Marko Marulić im 16. Jahrhundert die Übernahme des lateinischen Vallis surda, die taube oder leise Bucht an. Von den acht Buchten tragen sechs alte kroatische Namen, die Bok Supetra, Šumpjivina, Podkamenica, Maslinica, Tiha und Bok od rata. Piškera und Supetar sind italienisch-römischen Ursprungs.
Von der Piškera heißt es in der lokalen Überlieferung, dass es zur Zeit des römischen Kaisers Diokletian ein Fischreservoir gab, in dem lebende Fische bis zur nächsten Orgie aufbewahrt wurden. Diokletian hatte in Split als Alterssitz einen Palast bauen lassen. Archäologisch gesichert ist das nicht, aber die Legende ist vermutlich auf die zahlreichen Reste von Gebäudemauern im Wasser um die Insel zurückzuführen, da der Meeresspiegel in den letzten 2000 Jahren ca. 1,7 m gestiegen ist. Auch am Land gibt es in der Piškera Überreste einer Villa rustica mit Gräbern und Keramikfragmenten. Bei Pod Vela gomila fand man auch Silbermünzen der römischen Kaiser Claudius und Valens. In der Podkamenica gibt es einen Küstenabschnitt zwischen den Häusern direkt am Ufer, an dem in der Antike Kalksteinblöcke für Olivenölgefäße gehauen wurden, wovon sich auch der Name der Bucht ableitet. Mitte des 14. Jahrhunderts wurde in dieser weiten und gut geschützten Bucht Meerwassersalinen angelegt. In der westlichsten Bucht, dreihundert Meter vom Strand in Mala Maslinica, steht ein Turmhaus, in dem die Tagelöhner der Adeligen aus Split wohnten. Es ist nach dem letzten Eigentümer Krušević benannt. Die Insel Šolta war vom 14. Jahrhundert bis 1905 im Besitz des Adels von Split bzw. der Katholischen Kirche. Die Nähe zur Stadt prädestinierte die Insel zu einem wichtigen Lieferanten für Holz, Kalk, Fleisch, Fisch, Öl, Wein, Mandeln Johannisbrot, Feigen und Honig.
Auf der Insel Šolta finden sich mehrere prähistorische Hügelgräber und Spuren der Illyrer. Möglicherweise ist die Bunja, ein einfaches rundes Steingebäude in der Piškera das älteste Gebäude in Nečujam. Viele antike Funde der Insel sind im Archäologischen Museum Split ausgestellt. Während man zur Zeit des nahezu tausendjährigen römischen Friedens an der Küste siedelte wurde das Leben an der Küste im Frühmittelalter wieder gefährlicher. Da Šolta im Grenzgebiet zwischen Osmanischem Reich und der Republik Venedig lag, war die Gefahr von Plünderungen und Überfällen, insbesondere durch die Piraten von Omiš groß, weshalb es über Jahrhunderte nur mehr Orte im Inselinneren gab.
In der Bucht Supetar befindet sich das Zentrum der heutigen Streusiedlung Necujam. Hier steht eine kleine Kirche die dem hl. Petrus geweiht ist. Die Kirchenruinen daneben stammen aus dem 15. Jahrhundert. Gut erkennbar ist eine kleine Apsis. Die Türschwelle könnte aus der Spätantike stammen. In unmittelbarer Nähe verweilte der „Vater der kroatischen Literatur“ Marko Marulić von 1510 bis 1512 im Haus von Dujam Balistrić. Jahre nach seinem Tod begab sich der Universalgelehrte Petar Hektorović auf seine Spuren. Er schrieb auf der einzigen Reise seines Lebens, er lebte in Stari Grad auf der Nachbarinsel Hvar, zu diesem Aufenthaltsort von Marulić sein wichtigstes Werk „Ribanje i ribarsko prigovaranje“ (dt. „Fischerei und die Dialoge von Fischern“). Auf der Basis seiner quasi-ethnographischen Beobachtungen versuchte er, die Dialoge von Fischern in ihrer Alltagssprache in Form eines epischen Gedichts darzustellen. Das Werk wurde am 14. Januar 1566 abgeschlossen und 1568 in Venedig gedruckt. In seinem dreiteiligen Werk beschreibt er in einem Brief an Cousin eine dreitägige Bootsfahrt mit den Fischern Paskoje Debelja und Nikola Zet aus Hvar. Das Werk ist die erste realistische, weltliche Reisebeschreibung in kroatischer Sprache, die Landschaft und Schönheiten der Natur beschreibt. Die Ribanje sind eine der frühesten Aufzeichnungen der kroatischen Volksmusik. Neben dem Anlegeplatz vor dem Haus erinnert eine Gedenksäule an ihn. Der Legende nach soll er den Lebkuchen nach Šolta gebracht haben, der hier auch mit Johannisbrot, Honig, Öl und dem Dessertwein prošek zubereitet wird. Der Härtegrad des Pfefferkuchens diente früher der volkstümlichen Wettervorhersage. Knackigkeit und Härte zeigte schönes Wetter und Bora (Nordwind), Weichheit hingegen Regen und Jugo, den Scirocco (Südwind).
Im Umfeld der Kirche fand man antike Keramik und steinerne Pflasterungen. Aus einem mittelalterlichen Dokument kann man schließen, dass es hier ein Benediktinerkloster gab, das dem Heiligen Petrus, Cyprian und Bonifatius geweiht war. Beim Bau der Appartementsiedlung in Supetar fand man eine bescheidene Nekropole mit Beisetzung in Amphoren oder unter Dachziegeln. Der größte Teil des Landes in der Bucht Supetar gehörte der St. Stephansbruderschaft von Grohote und wurde 1920 unter den Mitgliedern aufgeteilt.
Die touristische Entwicklung von Šolta begann in der Zwischenkriegszeit vor allem in Nečujam und Rogač. Eine Pionierfamilie waren die aus Polen kommenden Baltermus, die das baufällige Haus von Dujam Balistrić restaurierten und ein kleines Hotel eröffneten. Daneben bauten sie ein Kirchlein zu Ehren der polnischen Schwarzen Madonna von Tschenstochau. Haus und Kapelle stehen unmittelbar rechts der heutigen Apartmentsiedlung und wurden wie viele weitere Besitzungen zur Zeit Titos enteignet. Im realsozialistischen Staat wurde versucht, den Bewohner Šoltas Arbeit zu verschaffen. In Supetar gab es einige Zeit ein Spritzgusswerk, das allerdings nicht profitabel betrieben werden konnte.
Der große Waldbrand von 2007 im östlichen Teil der Insel, bei dem 70 Hektar Kiefernwälder und Gebüsch verbrannten, legte ein ganzes Netz von Hügelgräbern, einstigen Olivenhainen und Weinterrassen und Resten von Kalköfen (Erdgruben) frei und verschonte Nečujam nur knapp.

## Fischfang

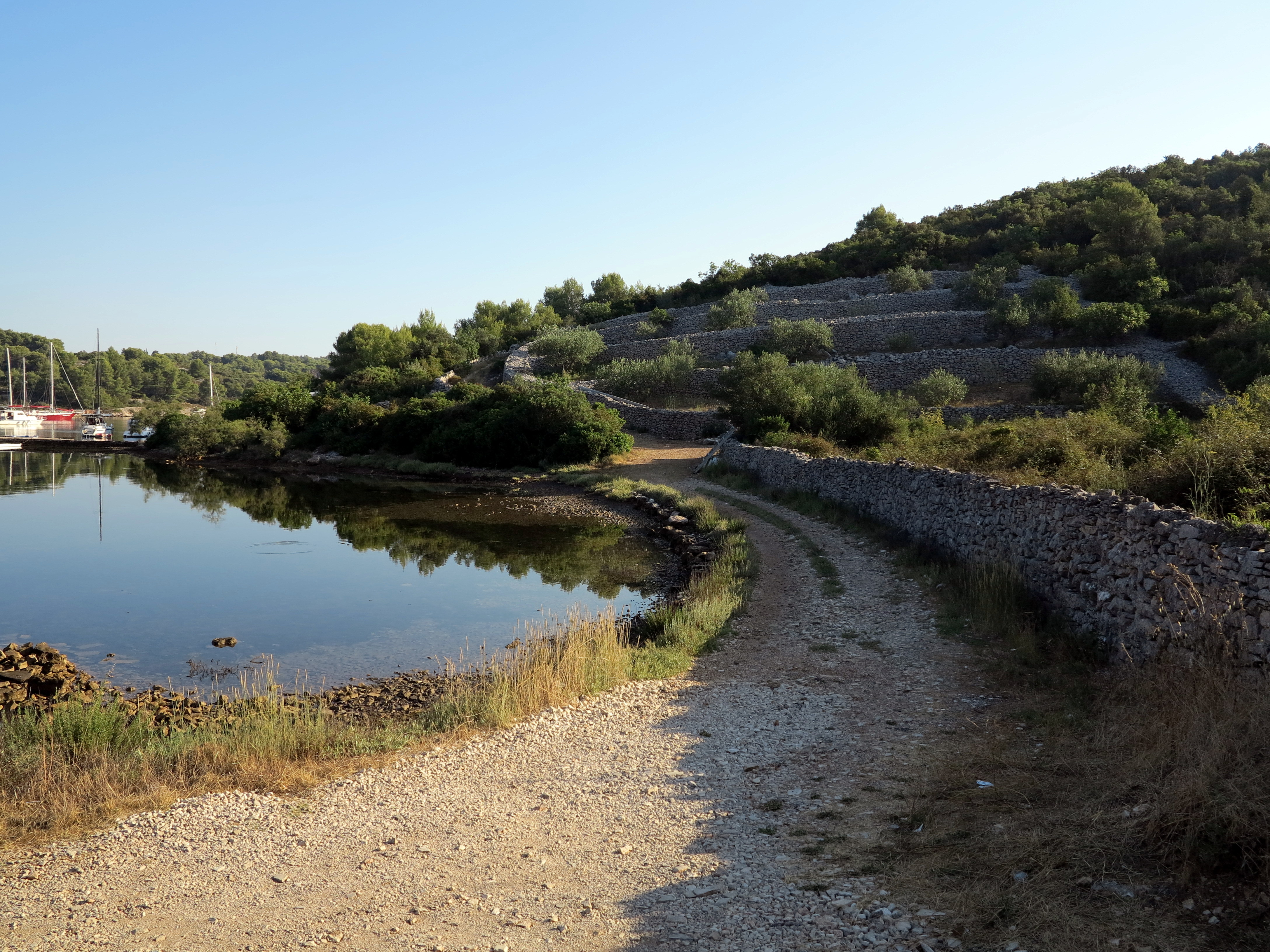
Piškera

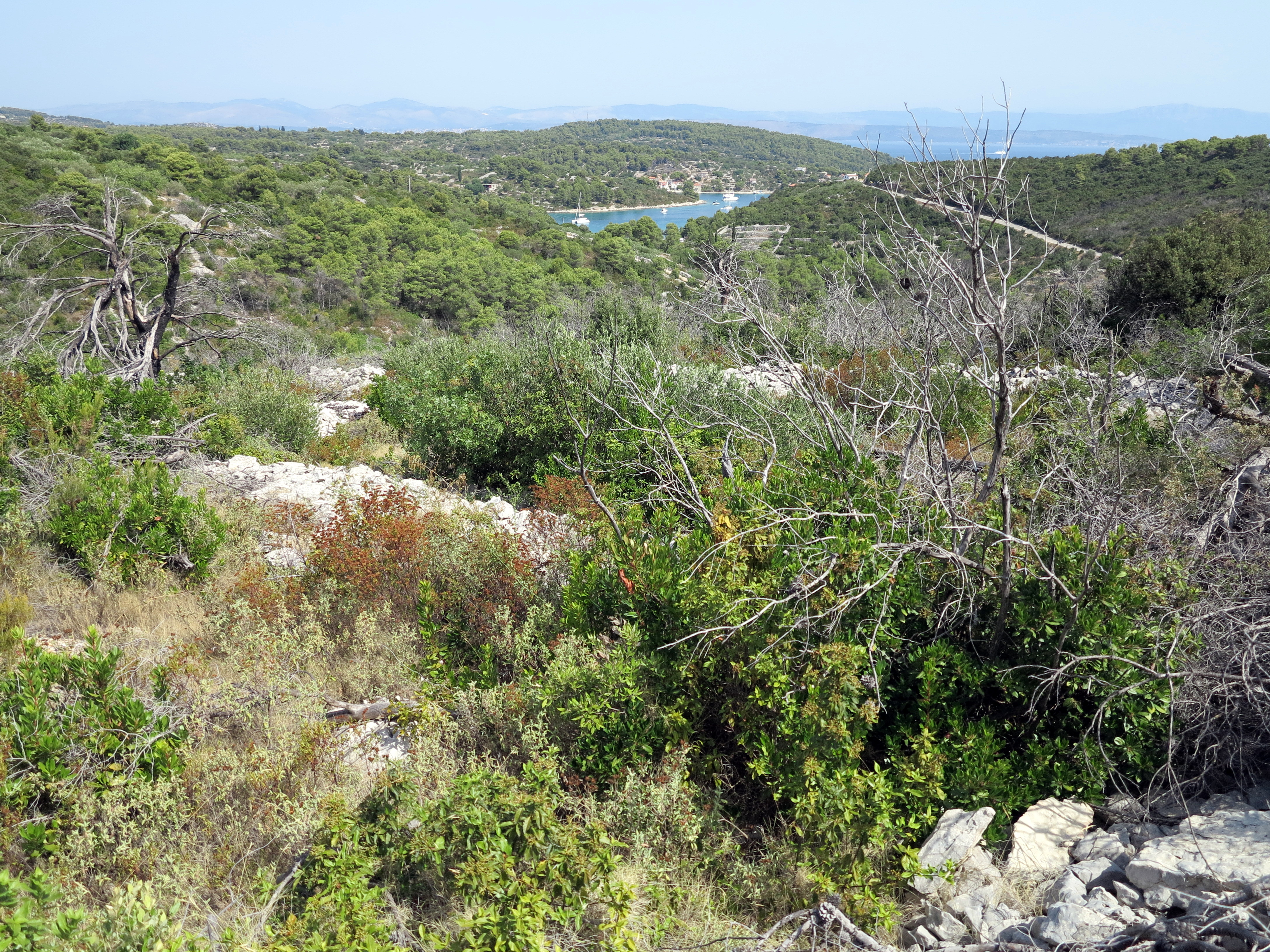
Letzte Spuren des Waldbrandes von 2007

Bis in die 1970er Jahre die Sardellenfischerei eine Hauptbeschäftigung und Einnahmequelle vieler Familien auf Šolta. Gefischt wurde mittels der „Pod sviču“-Methode. Fischerboote, auf denen Petroleum-Lampen montiert waren, fuhren in der Nacht im Konvoi aufs Meer. Bei der richtigen Lichtsituation, ein heller Vollmond durfte nicht am Himmel stehen, konnten in guten Nächten mehr Sardellen mit den Netzen gefangen werden, als die einfachen Boote vom Typ Leuti oder Gajete transportieren konnten. Boote waren teuer, sodass Fischer aus ärmeren Familien bei Bootseigentümern als Mannschaft anheuerten. Die in Grohote ansässige Familie Cecić hatte ca. 2 km vom Ort entfernt ein Fischerhaus. Das Haus hatte oben ein Lager für die Lampen und die Fischernetze. Hier schlief auch die Mannschaft. Im unteren Teil wurden Holzfässer mit Sardellen und Salz gefüllt. Die Fässer wurden mit Betonkegeln beschwert und gelagert, bis der Reifungsprozess beendet war. Das war eine ziemlich stinkende Angelegenheit, bei der eine Flüssigkeit genannt „Salamura“ austrat, die mittels Betonrinnen aus dem Haus ins Meer abgeleitet wurde. Prototypisches geschah nach dem Zweiten Weltkrieg. Die selbständigen Fischer wurden von den jugoslawischen Kommunisten als Kapitalisten bezeichnet, die Ruderboote enteignet und die Besitzer gegebenenfalls aus politischen Gründen auf der Insel Goli otok inhaftiert. Die Sardellen-Fischerei wurde von den Kommunisten später zwar geduldet aber erschwert. In Pod Kamenica wurde kein Strom eingeleitet. Die Fischer hatten eine Sonderlizenz und bezogen verbilligtes Petroleum. Allerdings gingen die Fischbestände durch Überfischung der Adria immer stärker zurück. Bis Anfang der 1970er Jahre wurde noch mit dieser Methode gefischt. Man schwenkte auf Langusten- und Hummerzucht um. Einstweilen gibt es fast nur mehr Hobby-Fischerei. In der Nachkriegszeit zeichnet sich bald ab, dass der Tourismus als Einnahmequelle interessant wurde. Die Familie Cecić nahm in Italien einen Kredit auf und baute ein Gästehaus mit einem Baumeister aus der Tschechoslowakei. Im kleinen Hotel „Vela kuča“ wurden Gäste einquartiert, wenn das Hotel in Nečujam überbelegt war. Der Beton-Bau im 40-Jahre Look wurde nicht fertiggestellt. Ohne Stromversorgung war ein ordentlicher Hotelbetrieb nicht möglich.
Fisch war früher die wichtigste Fleischquelle, denn die Schafzucht spielte auf der Insel keine große Rolle. Wie eine Kochrezeptsammlung von der Insel zeigt, galten Thunfisch, Calamari sowie Scampi und Garnelen als die edelsten Meeresfrüchte. Der Tuna ist heute ausgerottet. Andere Edelfische finden sich nur mehr in geringen Mengen und werden für die Gastronomie meist importiert.

## Demografie
Die demografische Entwicklung zeigt sehr deutlich die Entwicklung zum Fremdenverkehrsort. Seit der Jahrtausendwende nehmen die Einwohner zu. Der Anstieg der Einwohnerzahl in den 1950er Jahren geht auf eine damals existierende Spritzgussfabrik zurück.
| Bevölkerungsentwicklung 1857–2011 | Bevölkerungsentwicklung 1857–2011 | Bevölkerungsentwicklung 1857–2011 | Bevölkerungsentwicklung 1857–2011 | Bevölkerungsentwicklung 1857–2011 | Bevölkerungsentwicklung 1857–2011 | Bevölkerungsentwicklung 1857–2011 | Bevölkerungsentwicklung 1857–2011 | Bevölkerungsentwicklung 1857–2011 | Bevölkerungsentwicklung 1857–2011 | Bevölkerungsentwicklung 1857–2011 | Bevölkerungsentwicklung 1857–2011 | Bevölkerungsentwicklung 1857–2011 | Bevölkerungsentwicklung 1857–2011 | Bevölkerungsentwicklung 1857–2011 | Bevölkerungsentwicklung 1857–2011 |
| --------------------------------- | --------------------------------- | --------------------------------- | --------------------------------- | --------------------------------- | --------------------------------- | --------------------------------- | --------------------------------- | --------------------------------- | --------------------------------- | --------------------------------- | --------------------------------- | --------------------------------- | --------------------------------- | --------------------------------- | --------------------------------- |
| 1857                              | 1869                              | 1880                              | 1890                              | 1900                              | 1910                              | 1921                              | 1931                              | 1948                              | 1953                              | 1961                              | 1971                              | 1981                              | 1991                              | 2001                              | 2011                              |
| 0                                 | 0                                 | 0                                 | 0                                 | 0                                 | 0                                 | 0                                 | 0                                 | 0                                 | 12                                | 19                                | 6                                 | 0                                 | 0                                 | 80                                | 173                               |